# Seewoosagur Ramgoolam
Seewoosagur Ramgoolam Kushwaha (hindi शिवसागर रामगुलाम कुशवाहा; ur. 18 września 1900, zm. 15 grudnia 1985) – maurytyjski lekarz i polityk pochodzenia hinduskiego, burmistrz Port Louis (1958-1959), minister finansów (1960-1965), pierwszy premier niepodległego Mauritiusa (1968-1982) i gubernator generalny (1983-1985). Zwany "ojcem narodu".
Przywódca Partii Pracy Mauritiusa w latach 1959-1985.
Jego synem był Navin Ramgoolam, dwukrotny premier Mauritiusa.
Jego wizerunek widnieje na bitych od 1987 roku maurytyjskich monetach obiegowych.